# Bernat Margarit
Bernat Margarit i Pau (Gerona, siglo XV - Catania, junio de 1486) fue monje y camarero del Monasterio de Santa María de Amer. Al cabo de los años, fue nombrado abad del Monasterio de San Pedro de Roda en el 1462. Participó en las cortes en Gerona entre los años 1473 y 1478. Era primo de Juan Margarit y Pau, obispo de Elna y Gerona.

## Biografía
Bernat Margarit nació en Gerona a inicios del siglo XV. miembro de la conocida familia noble de los Margarit, era primo de Juan Margarit y Pau, futuro obispo de la ciudad y cardenal. En 1462 fue nombrado abad de San Pedro de Roda. Antes había sido monje y camarero del monasterio de Amer. Terminada la Guerra Civil, durante la que había formado parte de uno y otro bando, participó en las Cortes que se celebraron en Gerona entre los años 1473 y 1478. En agosto de 1475 fue promovido a la silla episcopal de Cefalú, en Sicilia, pero no llegó a tomar posesión. En 1477 acompañó a la princesa Juana, hija de Juan II de Aragón y esposa del rey Fernando I de Nápoles, a dicha ciudad italiana.
Ese mismo año fue nombrado obispo de Catania, pero no tomó posesión del nuevo cargo hasta 1479, una vez Sixto IV hubo firmado el breve de permuta entre las mitras de Cefalú y Catania. Murió en Catania en junio de 1486.